# Maurício Lima
Maurício Camargo Lima (ur. 27 stycznia 1968 w Campinas) – brazylijski siatkarz, reprezentant kraju, grający na pozycji rozgrywającego.
Dwukrotnie zdobywał złoty medal Igrzysk Olimpijskich w 1992 r. w Barcelonie oraz w 2004 r. Atenach.
Mistrz Świata z 2002 r. z Argentyny. Na zakończenie tego turnieju został wybrany najlepszym rozgrywającym. W 2012 roku został nominowany do amerykańskiej galerii siatkarskich sław – Volleyball Hall of Fame.

## Kariera
Swoją przygodę z siatkówką rozpoczął w późnych latach 80. w Campinas, mieście, w którym urodził się w dniu 27 stycznia 1968 roku. Jak sam przyznaje zakochał się w siatkówce, gdy zobaczył mecz reprezentacji Brazylii na Mistrzostwach Świata w 1982 roku, kiedy to zawodnicy z Kraju Kawy zdobyli srebrny medal, przegrywając w finale z reprezentacją ZSRR.
Wtedy właśnie postanowił szukać klubu, w którym będzie mógł trenować siatkówkę. Mauricio znalazł miejsce w drużynie, ale jako przyjmujący. Jednak ze względu na swój wzrost (184 cm) zmienił pozycję. Już jako rozgrywający, Mauricio został po raz pierwszy powołany do reprezentacji w 1987 roku. W następnym roku brał udział w Igrzyskach Olimpijskich w Seulu, jako zmiennik Wilhelma.
Wraz z końcem "srebrnej generacji", Mauricio stał się jednym z liderów zespołu prowadzonego przez Zé Roberto. W 1992 roku wystąpił jako podstawowy rozgrywający na Igrzyskach Olimpijskich. Obok takich zawodników, jak Carlão, Filho, Tande, Giovane i Marcelo Negrao, Mauritius zdobył swój pierwszy złoty medal olimpijski.
Lima przeszedł kolejną wymianę pokoleniową w zespole. W reprezentacji pojawiało się wiele nowych talentów. Stał się zatem łącznikiem pomiędzy starym i nowym pokoleniem. W zespole pojawili się m.in. Giba, Gustavo i Nalbert. Wymiana pokoleniowa odbyła się również na jego pozycji - w 2003 Mauricio był rezerwowym Ricardinho. Ale zanim to się stało był podstawom rozgrywającym w dwóch Igrzyskach Olimpijskich (w Atlancie 1996 i Sydney 2000).
Swoją karierę zakończył po IO w Atenach. W reprezentacji Brazylii wystąpił w sumie 555 razy. Wraz z drużyną narodową pięciokrotnie sięgał po złoty medal Ligi Światowej (1993, 2001, 2003 i 2004), Mistrzostwo Świata w 2002 roku i Puchar Świata 2003.

## Sukcesy klubowe
Klubowe Mistrzostwa Ameryki Południowej:
- 1989, 1990, 1991, 1992

Mistrzostwo Brazylii:
- 1990, 1991, 1992, 1996, 2000, 2001, 2002
- 1998, 1999
- 1997

Klubowe Mistrzostwa Świata:
- 1990, 1991

Puchar Włoch:
- 1994

Puchar CEV:
- 2005

## Sukcesy reprezentacyjne
Igrzyska Panamerykańskie:
- 1991
- 1987, 2003

Mistrzostwa Ameryki Południowej:
- 1989, 1991, 1993, 1995, 1997, 2001

Liga Światowa:
- 1993, 2001, 2003, 2004
- 1995, 2002
- 1990, 1994, 1999, 2000

Igrzyska Olimpijskie:
- 1992, 2004

Puchar Świata:
- 2003
- 1995

Puchar Ameryki:
- 1998, 2001
- 2000

Puchar Wielkich Mistrzów:
- 2001

Mistrzostwa Świata:
- 2002

## Nagrody indywidualne
- 1989: MVP, najlepszy rozgrywający i zagrywający Mistrzostw Ameryki Południowej
- 1990: Najlepszy broniący Mistrzostw Świata
- 1991: Najlepszy rozgrywający Mistrzostw Ameryki Południowej
- 1992: Najlepszy rozgrywający Igrzysk Olimpijskich w Barcelonie
- 1993: Najlepszy rozgrywający Ligi Światowej
- 1993: Najlepszy rozgrywający Mistrzostw Ameryki Południowej
- 1994: MVP Pucharu Włoch
- 1997: Najlepszy rozgrywający Mistrzostw Ameryki Południowej
- 2001: Najlepszy rozgrywający Ligi Światowej
- 2001: Najlepszy rozgrywający Mistrzostw Ameryki Południowej
- 2002: Najlepszy rozgrywający Mistrzostw Świata